# Галицкий, Руслан Викторович
Русла́н Ви́кторович Гали́цкий (14 июля 1972, Ивано-Франковск, Ивано-Франковская область, Украинская ССР, СССР — 5 декабря 2016, Москва, Россия) — российский военачальник, гвардии полковник. Был тяжело ранен в Алеппо при исполнении миссии военного советника во время военной операции России в Сирии, скончался в госпитале в Москве. Посмертно удостоен ордена Мужества за «мужество и отвагу, проявленные при исполнении воинского и служебного долга».

## Биография

### Молодые годы, образование, военная служба
Руслан Галицкий родился 14 июля 1972 года в Ивано-Франковске. Происходил из семьи потомственных офицеров. Вырос на Западной Украине, любил Украину и был патриотом СССР. Окончил львовскую военную спецшколу. В 1990 году Галицкий переехал из Львова в Москву и поступил в Московское высшее общевойсковое командное училище имени Верховного Совета РСФСР, которое окончил в 1994 году с золотой медалью и там же начал проходить службу командиром взвода и роты курсантов. Во время учёбы активно занимался спортом и стал чемпионом училища по боксу. В 2002 году окончил с золотой медалью Общевойсковую академию Вооружённых сил Российской Федерации на базе Военной академии имени Фрунзе и в течение восьми лет служил в Московской области на постах командира мотострелкового батальона и заместителя начальника штаба 27-й отдельной гвардейской Севастопольской Краснознамённой мотострелковой бригады, начальника отделения оперативного отдела оперативного управления Московского военного округа.
В 2010 году Галицкий поступил в Военную академию Генерального штаба, которую окончил в 2012 году в звании полковника с золотой медалью «За отличное окончание военного образовательного учреждения высшего профессионального образования МО РФ». Преподаватели считали Галицкого одним из самых перспективных стратегов и лучшим слушателем курса, а имя его было выбито на почётной доске академии Генштаба. В 2011 году получил звание кандидата военных наук.
После окончания академии Галицкий был направлен для продолжения военной службы в оперативное управление Южного военного округа на должность начальника оперативного управления войсковой части 64722 12-го командования резерва, базирующейся в обстановке полной секретности на российско-украинской границе в Новочеркасске (Ростовская область), за службу в которой был награждён знаком «За ратную службу» от губернатора Ростовской области Василия Голубева.
В феврале 2016 года Галицкий занял пост командира 5-й гвардейской отдельной танковой бригады, базирующейся в воинской части 46108 на станции Дивизионная в Улан-Удэ (Бурятия). Прослужил на этой должности менее года. 6 мая представитель Главного управления разведки Министерства обороны Украины Вадим Скибицкий на основании данных военной разведки заявил, что Галицкий, будучи высокопоставленным военным, занимался координированием сил украинских сепаратистов, что отрицается российской стороной.
По итогам российско-монгольских учений «Селенга-2016», прошедших в августе-сентябре 2016 года на полигоне Бурдуны в Восточном военном округе, командующий сухопутными войсками вооруженных сил Монголии бригадный генерал Б. Амгаланбаатар перед строем наградил Галицкого ведомственной медалью министерства обороны Монголии «За Родину» 1-й степени.
После этого Галицкий в составе группы российских военных советников был командирован в Сирию, где по официальным данным министерства обороны РФ занимался координированием взаимодействия между авиационной группировкой Воздушно-космических сил РФ, базирующейся на авиабазе Хмеймим, частями армии Сирии и другими подразделениями, участвующими в ликвидации террористических группировок, оказывал помощь командному составу одного из соединений сирийской армии в организации подготовки частей и подразделений, освоении военной техники, а именно танков — советских Т-72 и российских Т-90. По сведениям Ирека Муртазина, лично знакомого с Галицким, он принимал участие в планировании операций по освобождению Пальмиры и по освобождению восточного Алеппо, в которых были задействованы частные военные компании, такие как «Группа Вагнера».

### Гибель
Обстоятельства
По официальным данным министерства обороны РФ, распространившимся 7 декабря по СМИ, Галицкий был тяжело ранен в результате артиллерийского обстрела со стороны жилых кварталов западной части Алеппо, занятой «боевиками так называемой „оппозиции“». По данным телекомпании «Ариг Ус», снаряд разорвался в палатке госпиталя, в которой находился Галицкий, и один из осколков попал ему в основание черепа. Российские военные медики в течение нескольких суток боролись за жизнь Галицкого, и по данным «Ариг Ус» он не приходя в сознание скончался 5 декабря в госпитале в Москве. Между тем, по данным «РЕН ТВ» артобстрел произошёл 5 декабря, а Галицкий умер 7 декабря. По официальным данным министерства обороны РФ, расходящимися с фактическими данными СМИ, Галицкий стал 23 российским военным, погибшим во время операции в Сирии, при том что в этот список не включаются члены частных военных компаний.
Реакция
7 декабря на встрече с высшими офицерами и прокурорами по случаю их назначения на вышестоящие должности Президент Российской Федерации Владимир Путин поручил министерству обороны РФ представить Галицкого к государственной награде. При этом президент РФ отметил, что Галицкий скончался «вчера», то есть 6 декабря. Позднее поступление представления Галицкого к президенту РФ подтвердил его пресс-секретарь Дмитрий Песков. 8 декабря указом президента РФ Галицкий был посмертно награждён орденом Мужества. По данным главы Санкт-Петербургского регионального отделения ветеранской организации «Офицеры России» Владимира Кузьмина, Галицкий был представлен к званию Героя России, а 12 декабря должен был получить очередное звание генерал-майора, до которого не дожил всего 5 дней. 8 декабря глава Бурятии Вячеслав Наговицын направил телеграмму со словами соболезнования родным и близким Галицкого, а также командующему 36-й армией Дмитрию Коваленко. У Галицкого осталась семья — жена и трое детей, постоянно проживавшие в Москве, но переехавшие в Улан-Удэ по месту его службы. Сослуживцы Галицкого в добровольном порядке начали сбор денег на помощь его родным. 9 декабря в день Героев Отечества орден Мужества был вручён вдове Галицкого лично министром обороны РФ Сергеем Шойгу.
Похороны
Похороны Галицкого прошли 10 декабря на Федеральном военном мемориальном кладбище в Мытищинском районе Московской области. Гроб с его телом, покрытый флагом России, был выставлен в окружении почётного караула в траурном зале кладбища. Проститься с Галицким пришли сотни человек, родные, друзья и сослуживцы, а также главнокомандующий Сухопутными войсками Олег Салюков, начальник Национального центра управления обороной РФ Михаил Мизинцев, командующий дальней авиацией Сергей Кобылаш, командующий войсками Центрального военного округа Владимир Зарудницкий, командующий Воздушно-десантными войсками Андрей Сердюков, первый заместитель командующего войсками Восточного военного округа Александр Лапин, командующий 36-й общевойсковой армией Дмитрий Коваленко, начальник Центрального спортивного клуба Армии Михаил Барышев. Галицкий был похоронен с воинскими почестями под звуки гимна России и залпы оружейного салюта.

## Награды

### Российские

#### Государственные
- Орден Мужества (посмертно, 8 декабря 2016, указом президента Российской Федерации)[62] — «за мужество и отвагу, проявленные при исполнении воинского и служебного долга»[63].
- Орден «За военные заслуги», медаль ордена «За заслуги перед Отечеством» II степени, медаль Суворова, медали министерства обороны РФ[1][25].

#### Региональные
- Знак «За ратную службу» (16 февраля 2016, распоряжением губернатора Ростовской области)[64]. Данная награда вручается «за проявленное мужество и героизм при исполнении воинского, служебного, гражданского долга, защите конституционных прав граждан, высокие показатели в служебной деятельности, оказание безвозмездной помощи, шефство и спонсорство воинским частям»[65].

### Иностранные
- Ведомственная медаль министерства обороны Монголии «За Родину» 1-й степени (2016)[23][25].

## Личная жизнь
По причине военной службы Галицкий был человеком закрытым, аккаунтов в социальных сетях не имел. Жена — Екатерина Вячеславовна, трое детей — дочь и два сына. В 2017 году один из сыновей Галицкого вступил в военно-патриотическое движение «Юнармия», принеся клятву на острове Большой Тютерс во время экспедиции «Гогланд», чтобы «в отрыве от цивилизации осознать значение подвига своих отцов и предков». В отредактированной новости на сайте минобороны РФ вместо этой информации написано, что «на месте крушения ПЕ-2 слова клятвы принесут — потомки героев Великой Отечественной войны».